# Jon Krakauer
Jon Krakauer (* 12. dubna 1954 Brookline, Massachusetts) je americký spisovatel a horolezec známý především psaním o outdoorových aktivitách a o horolezectví. Je autorem bestsellerů Into the Wild (Útěk do divočiny), Into Thin Air, Under the Banner of Heaven a Where Men Win Glory: The Odyssey of Pat Tillman. Je také autorem řady článků v prestižních časopisech.

## Životopis
Narodil se sice v Massachusetts, ale mládí prožil v městečku Corvallis v Oregonu. K horolezectví jej v osmi letech přivedl otec. V roce 1972 ukončil střední školu a v roce 1976 i vysokou se specializací na životní prostředí.